# Paul Reinhard Beierlein
Paul Reinhard Beierlein (* 20. Juli 1885 in Elsterberg; † 9. April 1975 in Radebeul) war ein deutscher Heimatforscher.

## Leben und Wirken
Beierlein arbeitete ab 1909 als Lehrer in Dresden. Ab 1949 lebte er im Radebeuler Stadtteil Niederlößnitz, wo er an der Grundschule unterrichtete.
Seine zahlreichen heimatgeschichtlichen Werke befassen sich mit seiner Geburtsregion Vogtland und mit seiner späteren Heimat Radebeul. Seine Schwerpunkte sind Orts-, Bergbau- und sächsische Geschichte.
1958 verlieh ihm seine Geburtsstadt Elsterberg, die auch eine Straße nach ihm benannte, die Ehrenbürgerwürde. 1966 wurde er von der Deutschen Akademie der Wissenschaften zu Berlin mit der Leibniz-Medaille ausgezeichnet.

## Werke
- Geschichte der Stadt und Burg Elsterberg i. V., Verlag Theo Krumm, vier Bände, 1928–1934

Gesamtband Geschichte der Stadt und Burg Elsterberg i. V., 1934
Bd. 1: Urkundenbuch, 283 Seiten 10 Tafeln und 10 Bildbeilafeln, 1928
Bd. 2: Geschichte der Kirche und der Schule, 291 Seiten mit 8 Bildbeiltafeln, 1929
Bd. 3. Geschichte des Schlosses und der Stadt, 503 Seiten 14 Tafeln und 14 Bildtafeln, 1934
- Geschichtliche Wanderfahrten, Nr. 28 – „Elsterberg und die Vogtländische Schweiz“, Verlag Heinrich, Dresden, 1932
- Altes unbekanntes Vogtland: Bilder aus d. Zeit Augusts d. Starken; Dresden, v. Baensch Druckerei, 1939
- Unbekannte thüringische Orts- und Trachtenbilder aus dem Anfang des 18. Jahrhunderts. In: ZVThürGA 43, 1941, S. 143–164.
- Das ehemalige Erzgebirgsamt Grünhain um 1700, Mitteldeutsche Forschungen Bd. 28, Böhlau-Verlag, 1963
- Beiträge zur vogtländischen Geschichte, hrsg. von Abt. Kultur des Rates der Stadt Plauen und Vogtländischem Kreismuseum (Museumsreihe. 34), 1969
- gemeinsam mit Erhard Taubert: Aus Leben und Werk Adam Friedrich Zürners., hrsg. vom Vogtländischen Kreismuseum (Museumsreihe. 39), 1972